# Estadio Cartagonova
Estadio Cartagonova – stadion piłkarski w Kartagenie, w Hiszpanii. Został otwarty 7 lutego 1988 roku. Może pomieścić 14 532 widzów. Swoje spotkania rozgrywają na nim piłkarze klubu FC Cartagena, którzy przed otwarciem Estadio Cartagonova występowali na Estadio El Almarjal. Stadion został wybudowany na podobieństwo Mini Estadi w Barcelonie. 26 stycznia 2000 roku reprezentacja Hiszpanii rozegrała na obiekcie towarzyskie spotkanie z Polską (3:0). Było to pierwsze spotkanie, jakie reprezentacja Hiszpanii rozegrała w rejonie Murcji. Również 20 marca 2002 roku na obiekcie rozegrany został towarzyski mecz piłkarskich reprezentacji narodowych, tym razem zmierzyły się ze sobą drużyny Korei Południowej i Finlandii (2:0).